# Brady (Texas)
Pour les articles homonymes, voir Brady.
La ville américaine de Brady est le siège du comté de McCulloch, dans l’État du Texas. Elle comptait 5 528 habitants lors du recensement de 2010.

## Histoire
Brady a été incorporée en 1906.

## Démographie
| Groupe            | Brady | Texas | États-Unis |
| ----------------- | ----- | ----- | ---------- |
| Blancs            | 81,1  | 70,4  | 72,4       |
| Autres            | 13,0  | 10,6  | 6,4        |
| Afro-Américains   | 2,6   | 11,9  | 12,6       |
| Métis             | 2,2   | 2,7   | 2,9        |
| Amérindiens       | 0,7   | 0,7   | 0,9        |
| Asiatiques        | 0,4   | 3,8   | 4,8        |
| Total             | 100   | 100   | 100        |
|                   |       |       |            |
| Latino-Américains | 36,7  | 37,6  | 16,7       |

Selon l'American Community Survey, pour la période 2011-2015, 79,87 % de la population âgée de plus de 5 ans déclare parler l'anglais à la maison, 20,01 % l'espagnol et 0,26 % une autre langue.
Le revenu par habitant était en moyenne de 18 609 dollars par an entre 2012 et 2016, largement inférieur à la moyenne du Texas (27 828 dollars) et à la moyenne nationale (29 829 dollars). Sur cette même période, 19,9 % des habitants de Brady vivaient sous le seuil de pauvreté (contre 15,6 % dans l'État et 12,7 % à l'échelle des États-Unis).

## Source
- (en) Cet article est partiellement ou en totalité issu de l’article de Wikipédia en anglais intitulé « Brady, Texas » (voir la liste des auteurs).

1. ↑  (en) « Brady, TX Population - Census 2010 and 2000 », sur censusviewer.com.
2. ↑  (en) « Population of Texas - Census 2010 and 2000 », sur censusviewer.com.
3. ↑  (en) « Language spoken at home by ability to speak English for the population 5 years and over », sur factfinder.census.gov.
4. ↑  (en) Bureau du recensement des États-Unis, « Brady city, Texas; Texas; UNITED STATES », sur census.gov.